# Écoulement de Couette

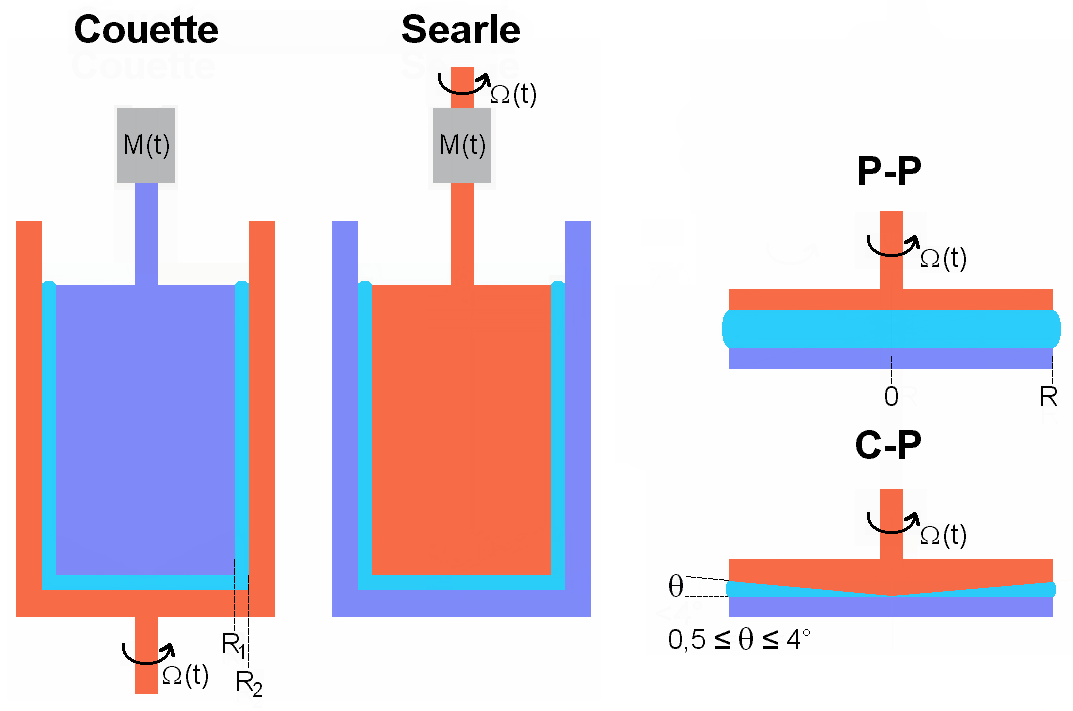
Schéma d’un rhéomètre de type Couette, comparé à d’autres rhéomètres à rotation.

En mécanique des fluides, un écoulement de Couette désigne l'écoulement d'un fluide visqueux entre deux surfaces dont l'une est en mouvement par rapport à l'autre. L'écoulement est dû à la force d'entraînement visqueuse qui agit sur le fluide. Le nom de cet écoulement se réfère au physicien français du XIXe siècle Maurice Couette, qui a inventé le premier viscosimètre à rotation.

## Écoulement de Couette plan

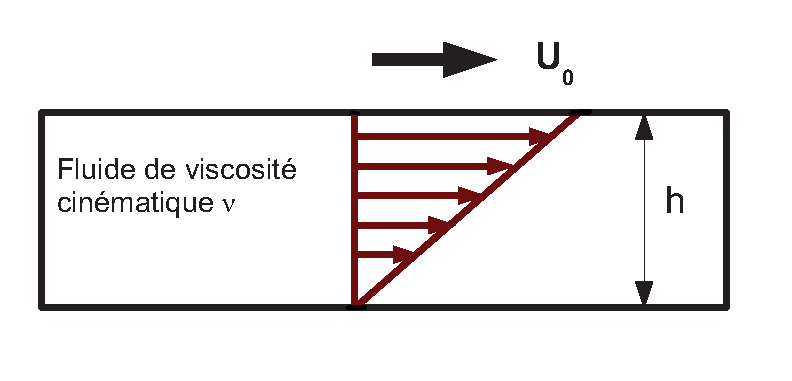
Schéma de l'écoulement de Couette plan.

L'écoulement de Couette plan est l'écoulement d'un fluide qui se trouve entre deux plaques planes infinies de vitesses différentes. Le paramètre de contrôle pertinent pour étudier cet écoulement est le nombre de Reynolds :
{\displaystyle Re=Uh/\nu }
avec, par convention :
- {\displaystyle U}, la moitié de la différence de vitesse entre les deux parois ;
- {\displaystyle h}, la moitié de la distance entre les deux parois ;
- {\displaystyle \nu }, la viscosité cinématique du fluide.

La particularité de l'écoulement de Couette plan est qu'il est linéairement stable pour tout nombre de Reynolds mais qu'il transite néanmoins à la turbulence à un nombre de Reynolds fini. Cette transition s'effectue de façon sous-critique, c'est-à-dire qu'il existe une gamme de nombres de Reynolds où zones laminaire et turbulente coexistent.

## Écoulement de Taylor-Couette
Un écoulement de Taylor-Couette s'obtient en insérant un fluide entre deux cylindres concentriques qui ne tournent pas à la même vitesse angulaire. La viscosité met le fluide en mouvement car au niveau de leurs surfaces de contact, le fluide visqueux et les cylindres doivent avoir la même vitesse.